# Elijah Nkansah
Elijah Osei Sefah Nkansah (* 28. Dezember 1994 in Muncie, Indiana) ist ein US-amerikanischer American-Football-Spieler. Er spielt auf der Position des Tackles in der National Football League (NFL).

## Karriere

### Highschool und College
Nkansah wuchs als Baseballfan in Mason, Ohio auf und spielte es zu Beginn der Highschool auch. Nach dem Erleiden einer Baseballverletzung wechselte er als Sophomore zum Football. Er schaffte den Sprung in den Schulkader jedoch erst in seinem Seniorjahr. Im Anschluss erhielt er zwei Stipendienangebote, von der Ohio University und der University of Toledo.
Nkansah besuchte von 2013 bis 2017 die University of Toledo, wo er für die Toledo Rockets College Football spielte. Seine erste Saison saß er als Redshirt aus, 2014 spielte er sechs Spiele als Ersatz-Offensive-Lineman. 2015 startete er für die Rockets als rechter Tackle und war damit Teil einer Offensive Line, die nur fünf Sacks zuließ und Semifinalist für den Joe Moore Award war. In seiner vorletzten Saison spielte er in acht Spielen von Beginn an als rechter Tackle, verpasste jedoch verletzungsbedingt vier Spiele. In seiner letzten Saison für die Rockets startete er alle Spiele als linker Tackle und wurde für seine guten Leistungen ins First-team All-MAC gewählt.

### NFL
Nachdem Nkansah im NFL Draft 2018 nicht ausgewählt wurde, verpflichteten ihn die Tennessee Titans. Dort schaffte er jedoch nicht den Sprung in den Hauptkader und wurde während der finalen Verkleinerung des Kaders entlassen. Daraufhin verpflichteten ihn die Seattle Seahawks für ihren Practice Squad. Am 22. Dezember 2018 wurde er in den aktiven Kader befördert. Am darauffolgenden Tag hatte er sein NFL-Debüt. Er lief in einem offensiven Play auf, in welchem er Justin Houston blockte und so einen Touchdown ermöglichte. Im Rahmen der finalen Kaderverkleinerung vor Beginn der Regular Season 2019 wurde Nkansah entlassen. Er wurde jedoch daraufhin in den Practice Squad aufgenommen. Am 7. September 2019 wurde er entlassen. Zehn Tage später nahmen sie ihn erneut in den Practice Squad auf.
Nach seiner Entlassung bei den Seahawks verpflichteten die Houston Texans Nkansah für ihren Practice Squad. Am 28. Dezember 2019 wurde er in den aktiven Kader befördert. Im Rahmen der finalen Kaderverkleinerung wurde Nkansah vor Beginn der Saison 2020 von den Texans entlassen. Am Folgetag wurde er für den Practice Squad wiederverpflichtet. Hier verbrachte er die gesamte Saison 2020. Für 2021 nahmen ihn im Januar 2021 die Indianapolis Colts unter Vertrag.
Noch vor dem NFL Draft 2021 wurde er entlassen und daraufhin über die Waiver-Liste von den Tennessee Titans verpflichtet. Ende Juli 2021 wurde Nkansah mit einer Verletzungs-Markierung (injury designation) entlassen.
Am 14. September 2021 nahmen die New York Jets Nkansah in den Practice Squad auf. Am 5. Oktober 2021 wurde er wieder entlassen. Mitte Dezember nahmen die Cleveland Browns Nkansah in den Practice Squad auf. Am 6. Januar 2022 wurde er entlassen und fünf Tage später für die Saison 2022 verpflichtet. Vor Saisonbeginn wurde Nkansah auf die Injured Reserve List gesetzt und am 7. Oktober 2022 entlassen.